# Molí d'en Sala
El Molí d'en Sala fou un molí i una masoveria del terme municipal de Monistrol de Calders, de la comarca del Moianès. És a l'esquerra de la riera de Sant Joan, a ponent de Rubió i a llevant de Saladic. És una obra inclosa a l'Inventari del Patrimoni Arquitectònic de Catalunya.

## Descripció

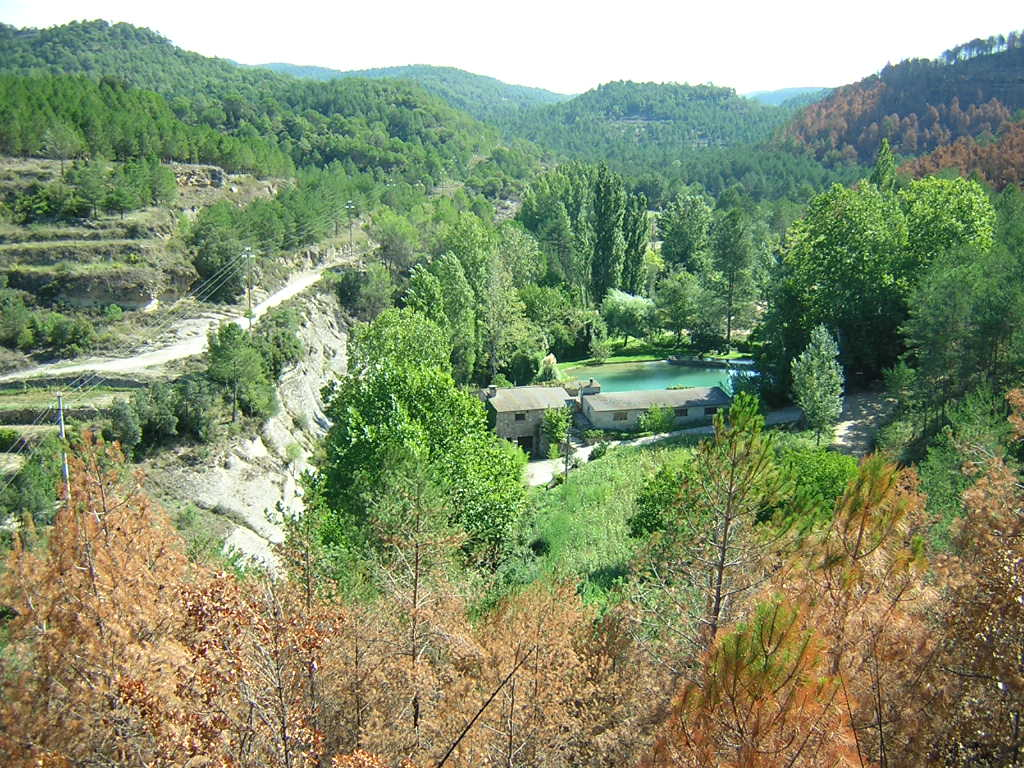
La bassa del Molí d'en Sala, darrere -sud-est- del molí, que resta amagat a l'esquerra de la foto

El conjunt està format per un edifici (l'antic molí, avui casa de segona residencia), una altra construcció annexa (es fa servir per a guardar eines), dues basses i els recs corresponents. En conjunt els edificis han estat molt reformats. Cal destacar, però, el canal de sortida d'aigua de l'antic molí cap a la riera que conserva encara la volta i arc de mig punt. La part que manté més la identitat és la de les dues basses i les respectives canalitzacions. La primera bassa es troba a uns 10 m sobre el nivell del riu. Des d'aquesta fins a la segona hi ha un desnivell de 3 m.
Aigües amunt del Molí d'en Sala hi ha la resclosa del Molí d'en Sala, construïda a darreries del segle xviii, simultàniament que el molí, on hi havia la capta d'aigües per a la bassa del molí. Actualment, la resclosa és un punt de bany per a estiuejants i visitants del poble.

## Història
La primera notícia del molí es remunta al 1192. En aquells moments era un molí del mas Sala Abadal. La seva funció de molí fariner va perdurar amb més o menys interrupcions fins un any o dos després de la darrera guerra civil. El molí aprofitava l'aigua, no gaire abundant, de la riera de Sant Joan. L'existència de dues basses permetia un rendiment major, ja que mentre utilitzaven una bassa per fer una farinada s'omplia l'altra. Una de les coses destacades del Molí d'en Sala és precisament la doble bassa, totes dues molt grans, que té al costat sud-oriental, ran del Camí de Monistrol de Calders al Coll.
Construït a darreries del segle xviii pels propietaris de la propera masia de la Sala de Sant Llogari, mantingué l'activitat de molta de blat fins als anys setanta del segle xx. Actualment es dedica al Turisme rural. Durant els primers anys dels 80, quan el molí estava en total desús, les basses foren utilitzades com a piscifactoria per a la cria de truites, però l'empresa fracassà.